# 生前情交痕跡あり
『生前情交痕跡あり』（せいぜんじょうこうこんせきあり）は森村誠一による警察小説。
1991年にフジテレビで2018年にTBSでテレビドラマ化された。

## テレビドラマ

### 1991年版
1991年7月5日にフジテレビ系「金曜ドラマシアター」で放送された。主演は郷ひろみ。

#### キャスト
- 郷ひろみ、萩原流行、石野真子、渡辺美奈代

#### スタッフ
- 原作 - 森村誠一
- 脚本 - 大久保昌一良
- 企画 - 前田和也、石原隆
- プロデューサー - 関口静夫
- 演出 - 星田良子
- 製作 - フジテレビ、共同テレビ

### 2018年版
『おくのほそ道迷宮紀行』（おくのほそみちめいきゅうきこう）は、2018年6月11日にTBS系「月曜名作劇場」で放送された。主演は中村梅雀。

#### キャスト
- 那須猛（警視庁捜査一課第二強行犯捜査第四係〈通称：那須班〉警部） - 中村梅雀
- 幸村あかり（那須班 刑事） - 松下由樹
- 橋口則夫（小松原の秘書・旧姓「片山」） - 黄川田将也（中学時代：小林喜日[2]）
- 針生敏彦（針生酒造 常務・満代の次男） - 斉藤陽一郎
- 針生省吾（針生酒造 社長秘書・満代の三男） - 尾上寛之
- 日高耕一（老舗旅館「日高屋」主人・晴子の夫） - 阿南健治
- 藤原きよ（老舗旅館「日高屋」仲居頭） - ふせえり
- 新井良介（那須班 刑事） - 渋谷謙人
- 朗善（俳句の会の披講） - ローゼン千津
- 宮沢ひろみ（針生酒造広報部 社員） - 田上唯[3]
- 長田雄二（那須班 刑事） - 寺井文孝
- 青木純子（那須班 刑事） - 下あすみ
- 及川大輝（岩手県警 刑事） - 吉田智則
- 針生俊司（三陸の漁師・満代の長男） - 的場浩司（特別出演）
- 管理官 - 山口眞司
- 老舗旅館「日高屋」仲居 - 菊地伸枝
- 日高晴子（老舗旅館「日高屋」女将） - 片岡礼子
- 針生満代（針生酒造 4代目社長） - 長谷川稀世
- 月岡かさね（俳人） - 清水ミチコ
- 小松原正之（国会議員・平泉町立平泉第一中学校 元校長） - 西郷輝彦

#### スタッフ
- 原作 - 森村誠一「生前情交痕跡あり」（角川文庫/KADOKAWA刊）
- 脚本 - 斉藤陽子
- プロデューサー - 雫石瑞穂、井上季子
- 演出 - 渋谷未来
- 編成 - 橋本孝
- 製作 - テレパック、TBS